# (3412) Kafka
(3412) Kafka es un asteroide perteneciente al cinturón de asteroides descubierto por Donald James Rudy y Randolph L. Kirk desde el observatorio del Monte Palomar, Estados Unidos, el 10 de enero de 1983.

## Designación y nombre
Kafka recibió al principio la designación de 1983 AU2.
Más adelante, en 1987, se nombró en honor del escritor bohemio Franz Kafka (1883-1924).

## Características orbitales
Kafka orbita a una distancia media del Sol de 2,225 ua, pudiendo alejarse hasta 2,456 ua y acercarse hasta 1,994 ua. Su excentricidad es 0,1037 y la inclinación orbital 2,975 grados. Emplea 1212 días en completar una órbita alrededor del Sol.

## Características físicas
La magnitud absoluta de Kafka es 13,3.